# ヨハン・エルンスト2世 (ザクセン＝ヴァイマル公)

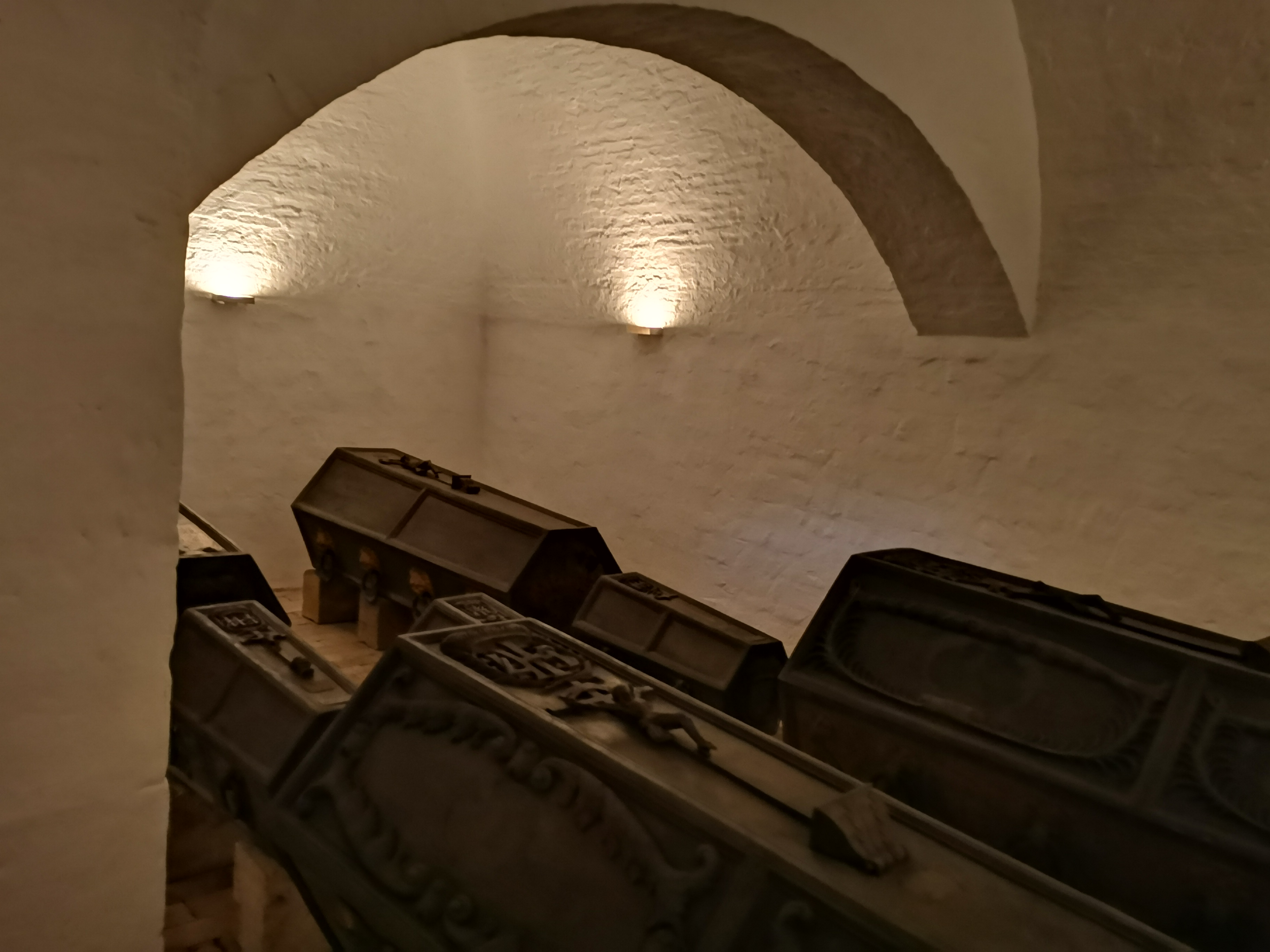
ヨハン・エルンスト2世の棺（前方右側）

ヨハン・エルンスト2世（ドイツ語：Johann Ernst II., 1627年9月11日 - 1683年5月15日）は、ザクセン＝ヴァイマル公（在位：1662年 - 1683年）。

## 生涯
ヨハン・エルンスト2世はザクセン＝ヴァイマル公ヴィルヘルムと、アンハルト＝デッサウ侯ヨハン・ゲオルク1世の娘エレオノーレ・ドロテアの間の息子である。三十年戦争の間、ヨハン・エルンスト2世はあまり教育を受けられなかった。後にヨハン・エルンストはイェーナ大学で学び、イタリアとフランスにグランドツアーに出かけた。
1656年8月14日にシュレースヴィヒ＝ホルシュタイン＝ゾンダーブルク公ヨハン・クリスティアンの娘クリスティーネ・エリーザベトと結婚した。家族を養うため、数人の子供が生まれた後にオルディスレーベンからの収入を受けることとなった。父ヴィルヘルムの統治にも参画し、ヨハン・エルンストは公領内の狩猟と林業を監督する役目を担った。
父の死後、ヨハン・エルンストは公位を継承した。父の死から4週間後、ヨハン・エルンスト2世は、領地の使用と統治について自分と弟たちと話し合った。いくつかの特権を持つヨハン・エルンストが長（Directorate）となり、兄弟は共同で公領の統治を行った。とはいえ，兄弟たちは割り当てられた領地において幅広い権利を享受し、それぞれ居所を持っていた。ヨハン・エルンストはヴァイマルを、アドルフ・ヴィルヘルムはザクセン＝アイゼナハのアイゼナハとクレムダを、ヨハン・ゲオルク1世はザクセン＝アイゼナハのうちのクロイツブルクとクライエンベルクを、そしてベルンハルトはザクセン＝イェーナを受け取った。また、1672年にザクセン＝アルテンブルク家が絶えた後、相続をめぐってザクセン＝ゴータ家と争い、ヨハン・エルンストはザクセン＝ヴァイマル家に対しザクセン＝アルテンブルクの約4分の1の領地を取り込むことができた。その後、ヨハン・エルンストは弟ベルンハルトおよびヨハン・ゲオルクと話し合い、ザクセン＝ヴァイマル公領はザクセン＝ヴァイマル、ザクセン＝イェーナおよびザクセン＝アイゼナハの各公領に分割された。1675年以降、ヨハン・エルンストはエルネスティン家の家長となった。
父ヴィルヘルムが文化面で多大な貢献をしたのに対し（実りを結ぶ会を参照）、ヨハン エルンスト2世は狩猟にのみ情熱を注ぎ、国政の大部分を首相に任せた。1680年に落馬した後、片足が麻痺し、その3年後に心不全で死去した。ヨハン エルンストはヴァイマルの墓地に埋葬された。

## 子女
ヨハン・エルンスト2世はクリスティーネ・エリーザベト・フォン・シュレースヴィヒ＝ホルシュタイン＝ゾンダーブルクとの間に以下の子女をもうけた。
- アンナ・ドロテア（1657年 - 1704年） - クヴェードリンブルク女子修道院長
- ヴィルヘルミネ・クリスティアーネ（1658年 - 1712年） - 1684年にシュヴァルツブルク＝ゾンダースハウゼン伯クリスティアン・ヴィルヘルムと結婚
- エレオノーレ・ゾフィー（1660年 - 1687年） - 1684年にザクセン＝メルゼブルク公フィリップと結婚
- ヴィルヘルム・エルンスト（1662年 - 1728年） - ザクセン＝ヴァイマル公
- ヨハン・エルンスト3世（1664年 - 1707年） - ザクセン＝ヴァイマル公